# Губар, Сьюзен
Сьюзен Губар (англ. Susan David Gubar; род. 30 ноября 1944, Бруклин, Нью-Йорк) — американский литературный и культурный критик, феминистка.
Доктор философии (1972), заслуженный эмерит-профессор Индианского университета, где преподавала более трети века (с 1973 по 2009), член Американского философского общества (2011) и Американской академии искусств и наук (2014). Автор The Madwoman in the Attic (1979), отмечена Ivan Sandrof Lifetime Achievement Award (2013) — совместно с Sandra Gilbert, с которой тесно связана.
Родилась в еврейской семье.
Окончила Городской колледж Нью-Йорка (бакалавр английской литературы, 1965). Степень магистра получила в Мичиганском университете в 1968 году, а степень доктора философии — в университете Айовы в 1972 году.
Год преподавала в Чикагском университете.
Ныне именной (Ruth Halls Professor) и заслуженный эмерит-профессор английского языка Индианского университета, где преподавала с 1973 года, отмечена его Bicentennial Medal (2020) и GPSG Faculty Mentor Award (2003). В 2008 году у неё диагностировали рак, из-за лечения на следующий год она ушла в отставку.